# 비활성 전자쌍 효과
비활성 전자쌍 효과(Inert pair effect)는 최외각의 s오비탈의 전자 두개가 공유되지도 이온화되지도 않고 그대로 남는 현상이다. 이 효과로 인해 전이 후 금속에서 같은 족의 가벼운 원소에 비해 산화수가 2 작은 상태가 무거운 원소에서 나타난다.